# Nett Municipality
Nett Municipality är en kommun i Mikronesiska federationen.   Den ligger i delstaten Pohnpei, i den centrala delen av landet, 8 km öster om huvudstaden Palikir. Antalet invånare är 6 158.